# Baryceros tibialis
Baryceros tibialis là một loài tò vò trong họ Ichneumonidae.